# Leni Fischer
Helene (Leni) Fischer z domu Lechte (ur. 18 lipca 1935 w Haltern, zm. 2 marca 2022 w Rheine) – niemiecka polityk i nauczycielka, parlamentarzystka, w latach 1996–1999 przewodnicząca Zgromadzenia Parlamentarnego Rady Europy.

## Życiorys
W 1955 zdała maturę w szkole średniej w Rheine, następnie studiowała historię, filologię angielską i francuską na Westfalskim Uniwersytecie Wilhelma w Münsterze. W 1959 zdała egzamin zawodowy, następnie pracowała jako nauczycielka i wicedyrektor szkół realnych w Burgsteinfurcie i Neuenkirchen. Od 1970 kierowała także centrum edukacji dorosłych w Neuenkirchen, w 1976 przeszła na emeryturę.
W 1968 zaangażowała się w działalność Unii Chrześcijańsko-Demokratycznej. Należała do władz partii w Nadrenii Północnej-Westfalii, została szefową organizacji kobiecej CDU w tym landzie i wiceszefową CDU Frauen na poziomie krajowym. W kadencji 1975–1979 zasiadała w radzie gminy Neuenkirchen. W 1976 po raz pierwszy wybrana do Bundestagu, uzyskiwała reelekcję w 1980, 1983, 1987, 1990 i 1994. Od 1985 do 1999 reprezentowała Niemcy w Zgromadzeniu Parlamentarnym Unii Zachodnioeuropejskiej i Zgromadzeniu Parlamentarnym Rady Europy. W drugim z gremiów kierowała frakcją Europejskiej Partii Ludowej, a od 1996 do 1999 pełniła funkcję przewodniczącej. W 1999 była specjalną wysłanniczką organizacji CARE do Kosowa.

## Odznaczenia
Odznaczona Krzyżem Kawalerskim Orderu Zasługi Republiki Federalnej Niemiec (1987), Krzyżem Wielkim I Klasy Odznaki Honorowej za Zasługi dla Republiki Austrii (1998), Krzyżem Wielkim Orderu Gwiazdy Rumunii (1999) oraz Legią Honorową IV klasy (2000). Otrzymała także Order Izabeli Katolickiej oraz doktorat honoris causa.